# Cot Jabet (Banda Baro)
Cot Jabet is een bestuurslaag in het regentschap Aceh Utara van de provincie Atjeh, Indonesië. Cot Jabet telt 319 inwoners (volkstelling 2010).